# Макарино (Вологодская область)
Макарино — деревня в Нюксенском районе Вологодской области.
Входит в состав Городищенского сельского поселения, с точки зрения административно-территориального деления — в Городищенский сельсовет.
Расстояние по автодороге до районного центра Нюксеницы — 36 км, до центра муниципального образования Городищны — 4 км. Ближайшие населённые пункты — Козлово, Лопатино, Нижняя Горка, Слобода, Мыгра.
По переписи 2002 года население — 103 человека (49 мужчин, 54 женщины). Преобладающая национальность — русские (97 %).